# Andrei Nazarov
Andrei Nazarov (* 9. Januar 1965 in Tallinn, Estnische SSR, Sowjetunion) ist ein ehemaliger sowjetischer und estnischer Zehnkämpfer.
Seine Bestleistung von 8322 Punkten stellte er am 17. Mai 1987 in Sotschi auf.
1990 wurde er, für die Sowjetunion startend, Achter bei den Europameisterschaften in Split.
Als Repräsentant von Estland kam er bei den Olympischen Spielen 1992 in Barcelona auf den 14. Platz. 1994 wurde er Elfter bei den Europameisterschaften in Helsinki, 1995 Zehnter bei den Weltmeisterschaften in Göteborg. Bei den Olympischen Spielen 1996 in Atlanta gab er auf.
Andrei Nazarov ist ebenso wie seine ehemalige Ehefrau, die litauische Siebenkämpferin Remigija Nazarovienė, Leichtathletiktrainer beim estnischen Verband.